# Macon (Missouri)
Macon – miasto w Stanach Zjednoczonych, w stanie Missouri, siedziba administracyjna hrabstwa Macon.